# Fotortist
En fotortist är specialist på biomekanikens påverkan på fötter och underben. Denna arbetar med att analysera och utvärdera den biomekaniska funktionen i klienternas fötter och behandlar olika åkommor i fot, ankel och underben. Fotortisten använder skor och fotortoser, till exempel inlägg, för att behandla eller minska besvär från fotrelaterade problem. Utöver att utforma och tillverka lämpliga hjälpmedel provar även fotortisten ut skor och justerar dessa så att de fungerar så bra som möjligt.
Fotortisten arbetar oftast på en ortopedteknisk verksamhet i nära samarbete med bland annat Ortopedingenjörer, Ortopedtekniker, Ortopedskotekniker, Sadelmakare och sytekniker.

## Utbildning i Sverige
Fotortistutbildningen är en tvåårig yrkeshögskoleutbildning på 400 YH-poäng som ges på distans via Jönköping University. Utbildningen har en teoretisk tyngd med vetenskaplig förankring men lägger också stor vikt vid praktiska färdigheter med praktiska delar i form av Lärande i arbete.